# (34562) 2000 SW287
2000 SW287 (asteroide 34562) é um asteroide da cintura principal. Possui uma excentricidade de 0.14915250 e uma inclinação de 12.17579º.
Este asteroide foi descoberto no dia 26 de setembro de 2000 por LINEAR em Socorro.